# Фердінанд фон Трауттмансдорф
Фердінанд фон Траутмансдорф (2 січня 1749, Відень — 28 серпня 1827, там же) — австрійський дипломат і державний діяч. З 1787 по 1789 рік він був повноважним міністром Австрійських Нідерландів, правлячи від імені імператора Йосифа II. За походженням він був членом дому Траутмансдорфів.

## Біографія
Фердінанд фон Траутмансдорф був членом аристократичної родини Траутмансдорфів і спадкоємцем сімейного стану після ранньої смерті свого старшого брата. Після короткого перебування в канцелярії губернатора Нижньої Австрії він вступив на дипломатичну службу імператора в 1774 році. 1783 року він став представником імператора Йосифа II у Франконському окрузі. У 1772 році він одружився з Марією Кароліною фон Коллоредо (1752—1832). У шлюбі народилося п'ятеро дітей.
З 1780 по 1785 рік Траутмансдорф був богемським посланником у Священній Римській імперії в Регенсбурзі, а з 1785 по 1787 рік він був австрійським посланником при дворі курфюрста Майнца. З 1787 по 1789 рік він був повноважним міністром і президентом губернії Австрійських Нідерландів. Хоч він і був готовий піти на поступки, але не зміг побороти невдоволення в провінції. Великі конфлікти виникли передусім навколо церковної політики та обмежень самоврядування у зв'язку з Йосифінськими реформами. 12 грудня 1789 року Траутмансдорфу довелося втекти з Брюсселя перед революцією. Після його відвоювання в 1790 році він не повернувся, а служив канцлером голландського двору у Відні в 1793—1794 роках до остаточного кінця австрійського панування в країні. У нього виникли суперечки з міністром Тугутом, на рахунок конфронтаційної політики імператора. Він став головою дворянської опозиції «військовому барону» Тугуту.
Після падіння Тугута імператор Франц II тимчасово призначив Траутмансдорфа в 1800—1801 роках виконувачем обов'язків міністра закордонних справ при кабінеті міністра Коллоредо. Під час свого восьмимісячного перебування на посаді він намагався досягти зближення з Росією та Пруссією як противагу революційній Франції, а також посилити участь Австрії в секуляризації німецьких територій через Рейхсдепутаційний гауптшлюс. Але державна канцелярія перебувала в хаосі, і під час війни імперія Габсбургів не мала чинного уряду.
Марно працюючи як міністр, Траутмансдорф 12 січня 1805 року був зведений у спадковий ранг імператорського князя. З серпня 1807 року до своєї смерті в 1827 році він служив обергофмейстером імператора Франца. Він був відповідальним за організацію Віденського конгресу в 1814—1815 роках.